# Павлов, Юрий Владимирович
Ю́рий Влади́мирович Па́влов (5 октября 1950, Ленинград — 9 февраля 2016, Москва) — российский режиссёр театра и кино.

## Биография
В 1976 году окончил Ленинградский государственный институт театра, музыки и кинематографии. Работал редактором отдела рекламы в «Ленкинопрокате». С 1977 по 1983 год был автором и ведущим телепередач Ленинградского ТВ «Кино и время» и «Для тех, кто любит кино». Кинообозреватель газеты «Смена» с 1978 по 1983 год. В 1981 году окончил аспирантуру НИО ЛГИТМиК (сектор кино и телевидения). Автор свыше 100 статей по вопросам истории и теории кино, современного кинематографа и ТВ, актёрского мастерства в различных кинематографических изданиях России и за рубежом. Автор книги о литовском актёре Юозасе Будрайтисе (1988).
С 1984 года работал редактором Первого творческого объединения к/с «Ленфильм». Редактор фильмов «Порох», «Письма мёртвого человека» и «Фонтан». В 1989 году — главный редактор и составитель ленинградского выпуска журнала «Советский экран». В том же 1989 году создал вместе с режиссёром Алексеем Германом «Творческую мастерскую первого и экспериментального фильма», позднее переименованную в «Киностудию первого и экспериментального фильма» и два года был главным редактором этой студии.
В 1992 году дебютировал в кинорежиссуре полнометражным игровым фильмом «Сотворение Адама», за который был награждён премией «Ленфильм-93» и призом зрительских симпатий МКФ в Сан-Франциско (США). Также фильм участвовал в международных кинофестивалях в Москве, Котбусе (Германия), Вероне (Италия), Сиднее (Австралия), Гонконге. Премьерные показы фильма прошли в Лондоне, Нью-Йорке, Тель-Авиве и Лос-Анджелесе.
В 90-х годах работал в петербургском Театре сатиры на Васильевском, где в 1999 году поставил спектакль «Будьте здоровы!» по пьесе Пьера Шено.
С 1997 года Юрий Павлов преподавал курс «Современный фильм» в Санкт-Петербургском университете кино и телевидения.
Автор-составитель книги «Аранович» (1998).
Жена — Ирина Павлова, кинокритик.
Юрий Владимирович Павлов умер 9 февраля 2016 года в Москве. Похоронен на Большеохтинском кладбище в Санкт-Петербурге.

## Фильмография
- 1993 — «Сотворение Адама»
- 2001 — «Дикарка»
- 2002 — «Брак по расчёту»
- 2003 — «Персики и Перчики. Куртуазные истории»
- 2004 — «Сыщики-3»
- 2007 — «Платки»
- 2008 — «Псевдоним „Албанец“»
- 2010 — «Москва. Три вокзала»
- 2011 — «Понаехали тут»
- 2011 — «Семь вёрст до небес»
- 2012 — «Мечтать не вредно»
- 2013 — «Незабудки»
- 2015 — «Сказки мачехи»

## Награды
- 1993 — Премия «Ленфильм-93» за фильм «Сотворение Адама»
- 1994 — Приз зрительских симпатий МКФ в Сан-Франциско (США) за фильм «Сотворение Адама»
- 1999 — Лауреат премии «Слон» Гильдии киноведов и кинокритиков СК России за книгу «Аранович».
- 2002 — Приз зрительских симпатий фестиваля «Литература и кино» (Гатчина) за фильм «Дикарка»
- 2003 — Приз IV Международного кинотелефорума «Вместе» в Ялте за фильм «Брак по расчёту»
- 2004 — Приз V Международного кинотелефорума «Вместе» в Ялте за фильм «Сыщики-3»
- 2007 — Приз «Бронзовый грифон» МКФ «Фестиваль Фестивалей» в Санкт-Петербурге за фильм «Платки»
- 2015 — кинофестиваль «Киношок» — приз в конкурсе телефильмов «ТВ-шок» за фильм «Сказки мачехи»[4]

## Книги
- Павлов Ю. В. Юозас Будрайтис. — Л.: Искусство, 1988. — 208 с. — (Мастера советского театра и кино). — 25 000 экз.
- Аранович / Сост. И. Павлова, Ю. Павлов. — СПб.: Студия «Панорама», 1998.